# هيروشي مياموتو
هيروشي مياموتو (باليابانية: 宮本広志؛ بالكانا: みやもと ひろし) هو لاعب شوغي ‏ ياباني، ولد في 27 يناير 1986 في كاميتوندا في اليابان.